# 農業用ロボット

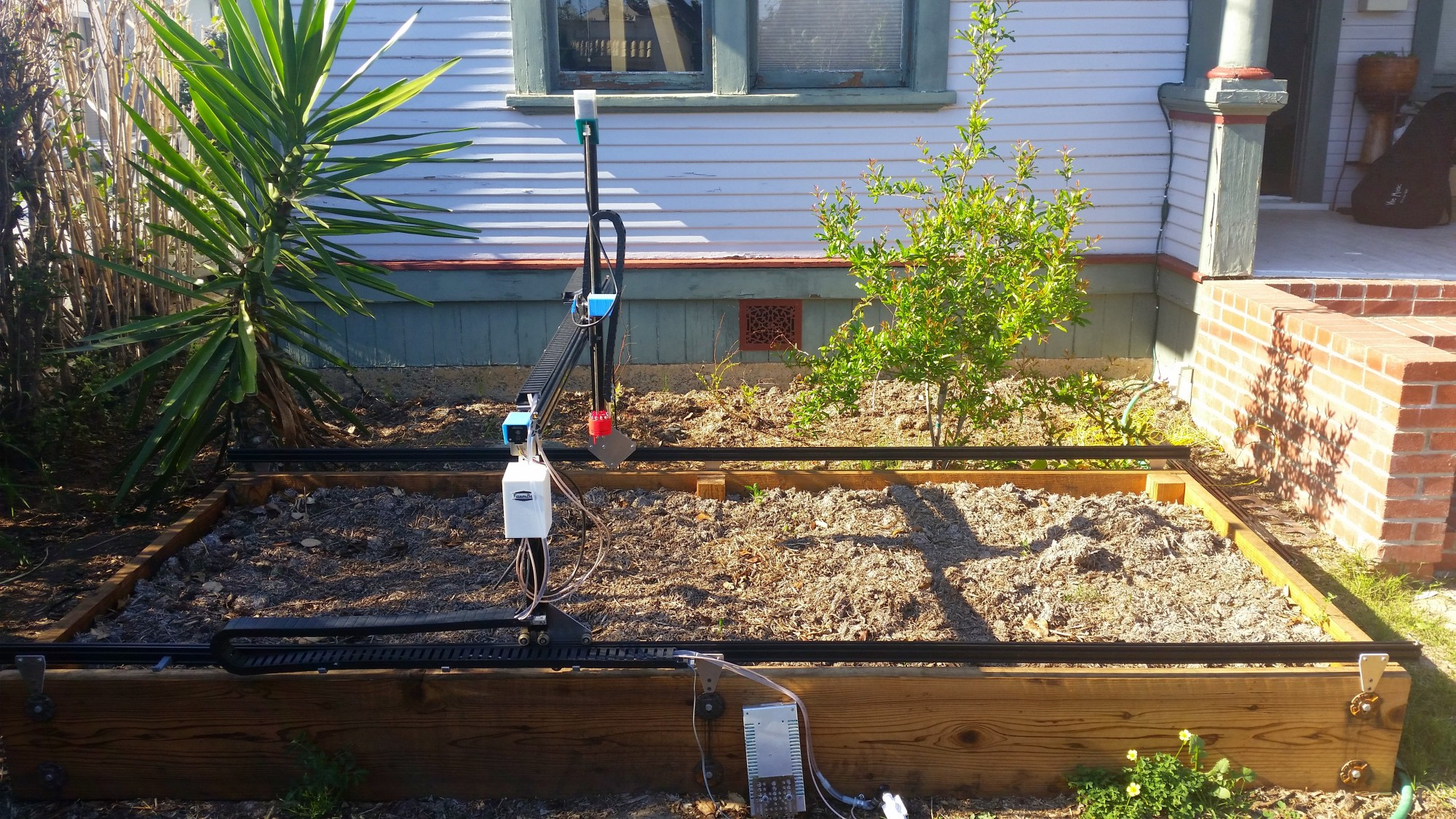
収穫する農業用ロボット

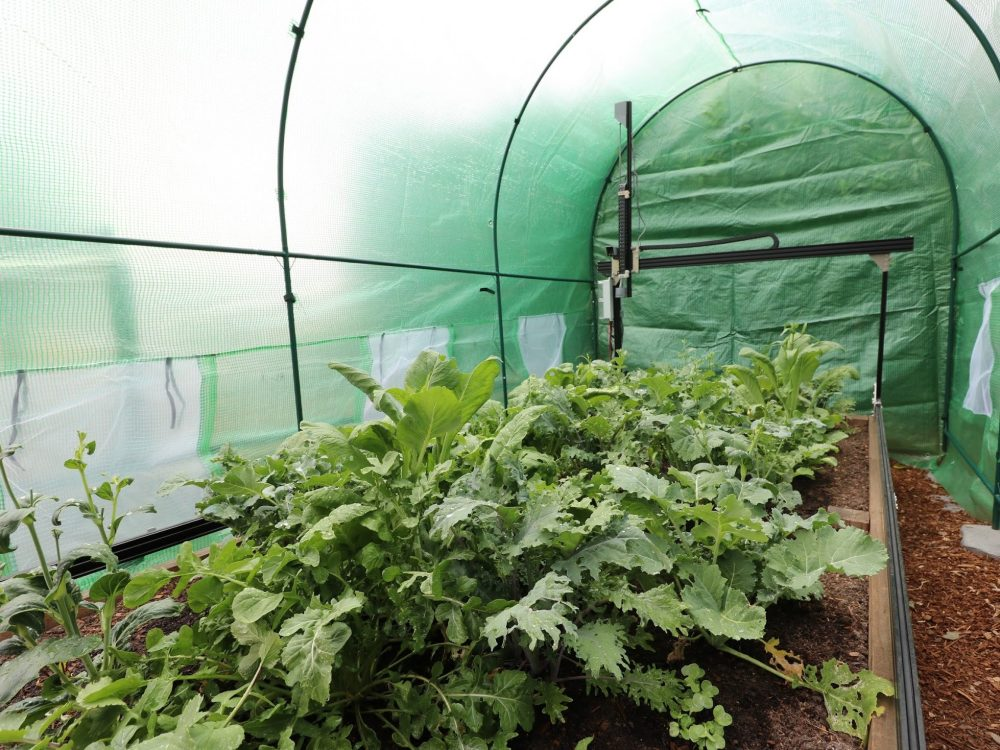
温室内の農業用ロボット

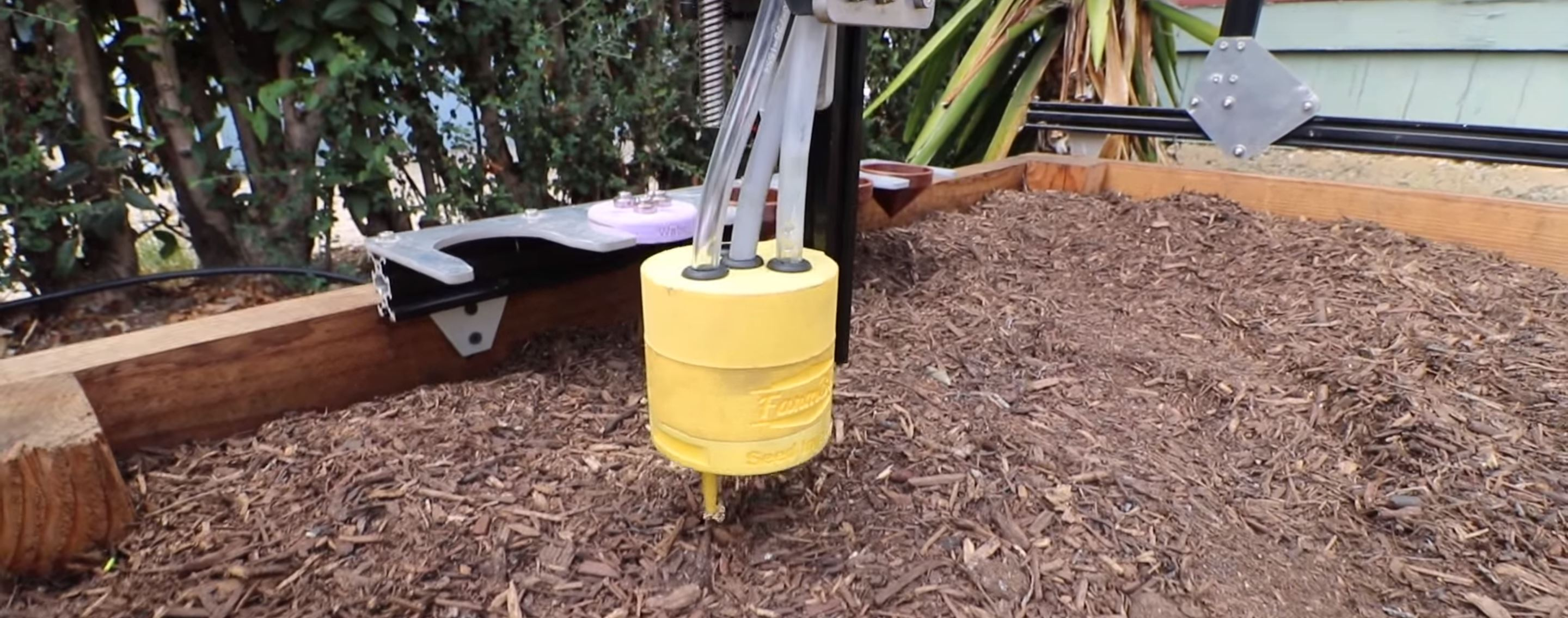
種まきする農業用ロボット

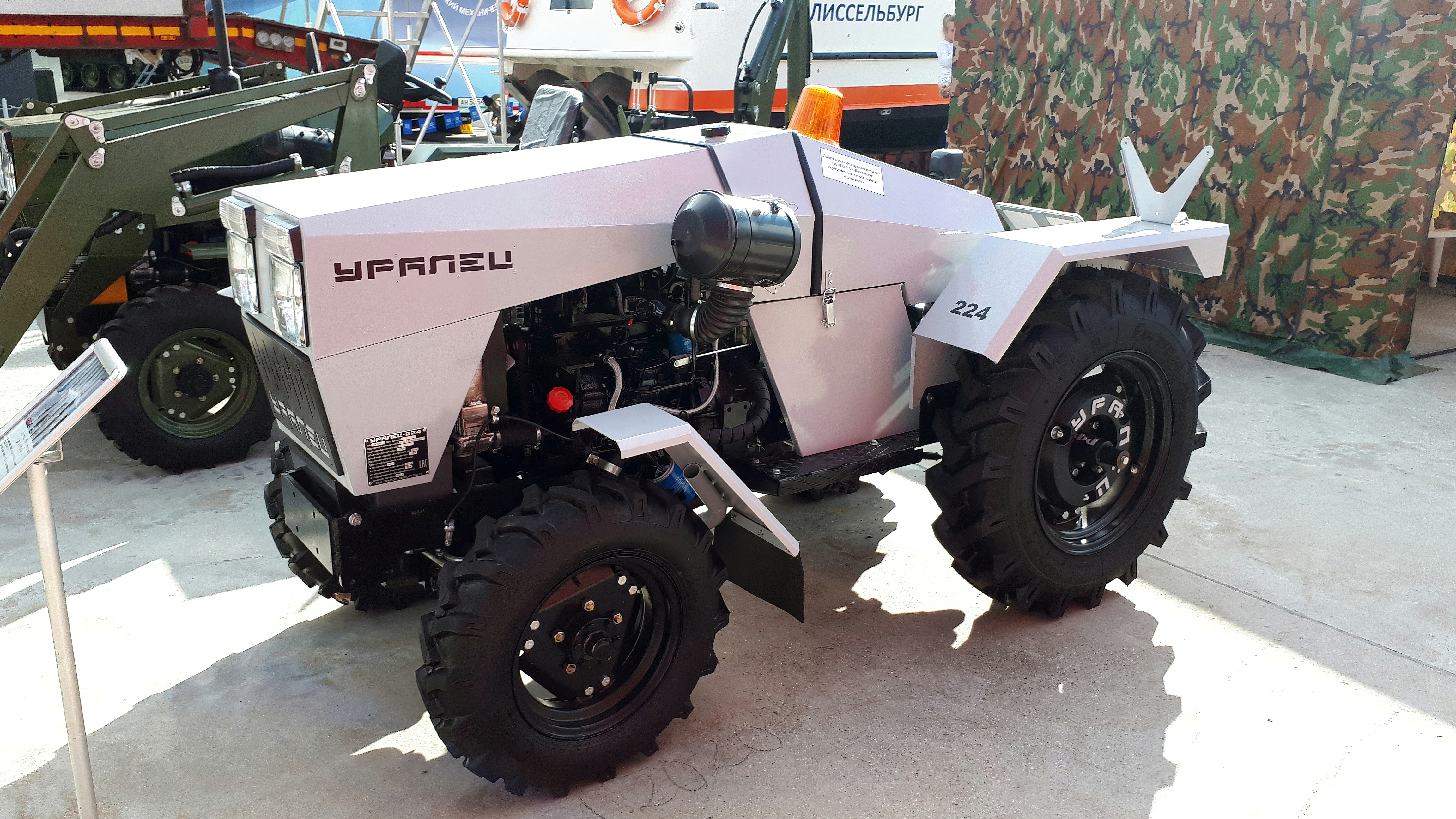
陸軍2020展示会で無人トラクター

農業用ロボット（のうぎょうようロボット、英: Agricultural robot(英語版) ）は、農業に従事するロボットのことを指す。

## 概要
1970年代に自動車工場などの製造現場では産業用ロボットが普及し、農業分野においては農業用ロボットの概念は存在したものの、田植機や自脱型コンバインは農業機械であり、ロボットと呼べるものではなかった。天候の影響を受ける屋外で多種多様な作物を扱う農業用ロボットは技術的ハードルが高く、実用化の目処が立たなかった。その後、1980年代に入り、マイクロコンピュータの性能がムーアの法則に則り指数関数的に向上することで画像処理能力の向上が進み実現への道筋が見え始めたが、1990年代以降、遠隔操作式の無線操縦ヘリコプターの導入は進んだものの、自律型のロボットの導入は遅々として進んでいなかった。
近年では深層学習によるパターンの識別などで性能が向上して作物の病気の判別や収穫時期に適した果実の収穫や高精度衛星測位や無人航空機との連携などで徐々に実用化されつつある。
以前は植物工場のように厳格に環境が管理された屋内での使用に限定されていたが、近年では屋外の露地栽培への適用も進みつつある。
農業は介護と並び、自動化の普及の余地のある分野の一つであり、少子高齢化により、農業への従事者が減りつつある中、人材不足を補うための切り札としても期待される。

## 市場規模
ウィンターグリーン・リサーチ社は2020年までに農業ロボットの市場の規模が163億ドルに達すると予想した。実際には2022年時点で81億8403万ドル、2023年時点で134億5000万ドルであった。2030年の市場規模予想は、データブリッジマーケットリサーチ社が835億6383万ドル、360iリサーチ社が434億ドルとしている。
日本国内の市場規模は、スフェリカルインサイト社の市場評価で2億4289万ドルであり、同社は2032年までに9億8873万ドルに達すると予想している。

## 代表的な農業用ロボット
- 耕耘ロボット
- 防除ロボット
- 収穫ロボット - カメラやセンサーにより農作物の大きさや色を判別して収穫時期を判断し、熟れている農作物を自動的に収穫する。人間より速く収穫できる、昼夜問わず収穫ができるなどの利点がある。自走式、吊り下げ式、ドローン式がある[13]。
  - デンソーのトマト収穫ロボットFARO[14]。
  - Inaho（イナホ）社のアスパラガス収穫ロボット[15]。
  - AGRIST（アグリスト）社のピーマン自動収穫ロボット「L」など[16]。
- 栽培見回りロボット[17]
- 自律移動台車ロボット[17]
  - 小型農業ロボットCP200〈株式会社DONKEY〉[18][19]
- 選果ロボット、パック詰めロボット[20]
  - 農業AIロボット（品種改良ロボット）「Don Roverto」（Google製） - AI技術を用いて作物を1本ずつ高速でスキャンし気候変動に強い種を見つけ出すロボット[21]。
- 農業用ドローン[22] - 農薬・肥料散布やリモートセンシングに使用。
  - （中国）DJI Agriculture社（en:DJI）のAgras T30。
  - XAG Japan社のXAGシリーズ。
  - (株)マゼックスの飛助 シリーズ[23][24]。
- アシストスーツ - 農作業の身体的負担を軽減するウェアラブルロボット。
  - Innophys（イノフィス）社のMuscle Suit Every。
  - Cyberdyne（サイバーダイン）社のHAL-LBシリーズ[25]。
- 自動抑草ロボット - AIを活用し、雑草を特定・除去。
  - （英国）Small Robot CompanyのTOMは除草剤の使用を最小限に抑え、トラクターよりも小型[26][16]。
- 水田用自動抑草ロボット
  - 井関農機(株)の水稲用自動抑草ロボット「アイガモロボ」[27]。
  - 株式会社ハタケホットケの水田除草ロボット「ミズニゴール」。GNSS自動運転型の2025年モデルの提供を開始する[28]。
- 畜産用ロボット
  - 豚舎洗浄ロボット[29]、分娩検知システム[30]、給餌ロボット、餌寄せロボット
- 酪農用ロボット
  - 搾乳ロボット

## 代表的な農業用ロボットの企業
- アイナックシステム - 2008年5月創業。いちご自動収穫ロボット「ロボつみ」を開発[31][32]。
- AGRIST（アグリスト） - 2019年創業。100年先も続く持続可能な農業を目指し、テクノロジーで農業課題を解決する農業DXベンチャー[33]。
- アグロボット（スペイン） - いちごを収穫するロボットを開発[34]。
- Inaho（イナホ） - 2017年設立。自動野菜収穫ロボットのサービスを展開。農家の高齢化や担い手・人手不足解消に向けた「スマート農業」を提案しており、国内初の自動野菜収穫ロボットに、農作業に従事する事業者の注目を集める[35]。
- ウォリー（フランス） - 自走してワイン用のぶどうを収穫と同時に剪定もするロボットを開発[34]。
- Saga Robotics（サガ・ロボティックス）（ノルウェー） - 2016年創業。ノルウェーと英国に拠点を構え、低価格・高品質な農業用自律型紫外線照射ロボット「Thorvald（トルヴァル、トラヴァル）」を開発する農業テクノロジー企業。農家にハードウェアを販売するのではなく、Thorvaldを活用した「サービスとしてのロボット」を提供する（RaaSについては後述）。カビ防止剤や殺虫剤の使用を抑制し、生産性の向上にも寄与する[36][37][38]。
- ジェイブリッジ・ロボティクス（米国） - 自律走行車システムの開発[34]。
- スマートロボティクス - 2004年設立。自動運転配送ロボットや農業用収穫ロボットの開発の他、ロボット技術導入コンサルティングなどを手がける[39]。
- Small Robot Company（スモールロボットカンパニー）（英国） - 2017年設立。農作物の栽培を小型ロボットによって自動化することを目指す[26]。
- ハーヴェスト・オートメーション（米国） - 農場や温室内での鉢植えを運搬して設定した通りに並べるロボットを開発[34]。
- フューチャアグリ - 2013年4月1日設立。「栽培見回りロボット」や「自律移動台車ロボット」を開発[40]。
- ブルー・リバー・テクノロジーズ（米国） - コンピュータ・ビジョン技術を使用して生育し始めたレタスのかたち、間隔を認識して間引くロボットを開発[34]。

## RaaSの導入
RaaS（Robot as a ServiceまたはRobotics as a Service）は、製造したロボットを販売するのではなく、サービスとして提供するビジネスモデルで、農業分野でも導入が進む。特に高額なロボット機器の導入をためらう農家にとって、テクノロジーアクセスの民主化を促進する重要なトレンドである。
- 定義: RaaSは、ロボット、制御システム、リモートモニタリング、アップデートの提供を含むサブスクリプションサービス。初期費用を抑え、月額料金で利用可能（例: プラスオートメーションでは月25万円から提供[42]）。
- 利点: 初期投資の削減: 従来のロボット購入では数百万円～数千万円が必要だったが、RaaSではゼロ初期費用も可能。
- 運用コストの管理: 月額固定料金または使用量ベースの料金で、予算管理が容易。
- 柔軟性: ピークシーズンやオフシーズンに応じてロボットの台数を調整可能。
- メンテナンス保証: システム管理によるサポートで、農家が自前で管理する必要なし。
- 農業分野での適用: AGRIST（アグリスト）のピーマン収穫ロボット「L」では、初期費用150万円に加え、収穫量の10%を月額料金として徴収するモデルが採用されている[16]。これは小規模農家にとって導入のハードルを下げ、RaaSの普及を促進している。
- 市場動向: グローバルではRaaS市場は2023年に1,800億ドル（約25兆3,100億円）、2028年には4,000億ドル（約56兆2,600億円）に成長が見込まれ、年平均成長率（CAGR）は17.4%[43]。農業分野でも同様の成長が期待される。